# قطعنامه ۷۲۲ شورای امنیت
قطعنامه ۷۲۲ شورای امنیت سازمان ملل متحد که در تاریخ ۲۹ نوامبر ۱۹۹۱ تصویب شد، سندی بین‌المللی دربارهٔ اسرائیل-جمهوری عربی سوریه است. این قطعنامه طی نشست ۳۰۱۹ام با ۱۵ رای موافق، ۰ مخالف و ۰ ممتنع تصویب شد.